# Emil Pinheiro
Emil Pacheco Pinheiro (1923 — Rio de Janeiro, 16 de julho de 2001) foi um bicheiro e dirigente esportivo, tendo sido presidente do Botafogo de Futebol e Regatas em 1991 e 1992. Além de presidente do clube, ele também foi um dos principais diretores do Botafogo no final da década de 1980.

## Botafogo
Seu Emil, como era carinhosamente chamado, chegou ao clube em 1986. Porém, foi a partir de 1988 que seus investimentos ganharam mais força. Ele montou o time botafoguense campeão estadual em 1989, após 21 anos sem conquistas. Além disso, em 1990, sua equipe repetiu a façanha, com direito a vitória nos tribunais numa polêmica envolvendo o Vasco da Gama de Eurico Miranda.
Chegou ao cargo de presidente do Botafogo em 1991 e, no primeiro semestre de 1992, o clube chegou à final do Campeonato Brasileiro contra o Flamengo. Apesar de ser favorito, a derrota por 3 a 0 no primeiro jogo da final e a suspeita de suborno a jogadores do clube levaram Emil Pinheiro a afastar uma série de jogadores do clube que seria vice-campeão nacional. Após este episódio, Emil deixou o cargo de presidente do clube e retirou seus investimentos.
Títulos conquistados pelo Botafogo na Era Emil Pinheiro
- Troféu Cidade de Palma de Mallorca: 1988
- Taça Rio: 1989
- Campeonato Carioca: 1989 e 1990

## Morte
Emil Pinheiro morreu no Rio de Janeiro em 16 de julho de 2001 em decorrência do Mal de Parkinson num hospital na Barra da Tijuca. Ficou muito tempo sem se movimentar e sair de casa.